# Prague Open 2022
Prague Open 2022 (còn được biết đến với Livesport Prague Open 2022 vì lý do tài trợ) là một giải quần vợt nữ chuyên nghiệp thi đấu trên mặt sân cứng ngoài trời. Đây là lần thứ 13 giải đấu được tổ chức và là một phần của WTA 250 trong WTA Tour 2022. Giải đấu diễn ra tại TK Sparta Praha ở Prague, Cộng hòa Séc từ ngày 25 đến ngày 31 tháng 7 năm 2022. Đây là lần thứ hai giải đấu diễn ra trên mặt sân cứng ngoài trời. Trước đó, giải đấu diễn ra trên mặt sân đất nện.

## Nội dung đơn

### Hạt giống
| Quốc gia | Tay vợt             | Xếp hạng† | Hạt giống |
| -------- | ------------------- | --------- | --------- |
| EST      | Anett Kontaveit     | 2         | 1         |
| CZE      | Barbora Krejčíková  | 19        | 2         |
| BEL      | Elise Mertens       | 30        | 3         |
| ROU      | Sorana Cîrstea      | 33        | 4         |
| FRA      | Alizé Cornet        | 37        | 5         |
| BEL      | Alison Van Uytvanck | 40        | 6         |
|          | Anastasia Potapova  | 63        | 7         |
| CZE      | Marie Bouzková      | 64        | 8         |

† Bảng xếp hạng vào ngày 18 tháng 7 năm 2022.

### Vận động viên khác
Đặc cách:
- Lucie Havlíčková
- Anett Kontaveit
- Linda Nosková

Vượt qua vòng loại:
- Dalila Jakupović
- Barbora Palicová
- Dominika Šalková
- Oksana Selekhmeteva
- Wang Qiang
- Anastasia Zakharova

Thua cuộc may mắn:
- Nao Hibino
- Sinja Kraus
- Natalia Vikhlyantseva

### Rút lui
Trước giải đấu
- Ekaterina Alexandrova → thay thế bởi  Ekaterine Gorgodze
- Belinda Bencic → thay thế bởi  Anna Blinkova
- Lucia Bronzetti → thay thế bởi  Nao Hibino
- Harriet Dart → thay thế bởi  Ylena In-Albon
- Océane Dodin → thay thế bởi  Vitalia Diatchenko
- Beatriz Haddad Maia → thay thế bởi  Chloé Paquet
- Petra Kvitová → thay thế bởi  Sinja Kraus
- Karolína Muchová → thay thế bởi  Natalia Vikhlyantseva
- Donna Vekić → thay thế bởi  Viktoriya Tomova

## Nội dung đôi

### Hạt giống
| Quốc gia | Tay vợt            | Quốc gia | Tay vợt                | Xếp hạng† | Hạt giống |
| -------- | ------------------ | -------- | ---------------------- | --------- | --------- |
| BEL      | Kirsten Flipkens   | BEL      | Alison Van Uytvanck    | 137       | 1         |
| CHN      | Han Xinyun         |          | Alexandra Panova       | 141       | 2         |
| JPN      | Miyu Kato          | GBR      | Samantha Murray Sharan | 150       | 3         |
|          | Anastasia Potapova |          | Yana Sizikova          | 159       | 4         |

† Bảng xếp hạng vào ngày 18 tháng 7 năm 2022.

### Vận động viên khác
Đặc cách:
- Lucie Havlíčková /  Linda Nosková
- Barbora Palicová /  Dominika Šalková

Bảo toàn thứ hạng:
- Lucie Hradecká /  Andrea Sestini Hlaváčková
- Magda Linette /  Yanina Wickmayer

Thay thế:
- Angelina Gabueva /  Anastasia Zakharova

### Rút lui
- Irina Bara /  Ekaterine Gorgodze → thay thế bởi  Alena Fomina-Klotz /  Ekaterina Yashina
- Kirsten Flipkens /  Alison Van Uytvanck → thay thế bởi  Angelina Gabueva /  Anastasia Zakharova
- Julia Lohoff /  Laura Ioana Paar → thay thế bởi  Anastasia Dețiuc /  Miriam Kolodziejová
- Ingrid Neel /  Rosalie van der Hoek → thay thế bởi  Ingrid Neel /  Astra Sharma

## Nhà vô địch

### Đơn
- Marie Bouzková đánh bại  Anastasia Potapova, 6–0, 6–3.

### Đôi
- Anastasia Potapova /  Yana Sizikova đánh bại  Angelina Gabueva /  Anastasia Zakharova, 6–3, 6–4